# Алексеевский сельский совет (Первомайский район, Крым)
Алексе́евский се́льский сове́т (укр. Олексіївська сільська рада, крымскотат. Eski Ali Keç köy şurası) — административно-территориальная единица в Первомайском районе в составе АР Крым Украины (фактически до 2014 года), ранее до 1991 года — в  составе Крымской области УССР в СССР.
Население по переписи 2001 года — 1437 человек, площадь 141 км².
К 2014 году состоял из 2 сёл:
- Алексеевка
- Привольное

## История
В 1976 году был образован Алексеевский сельский совет, первоначально в него входило ещё село Танино, 10 октября 1989 года выделенное в отдельный Танинский сельсовет. С 12 февраля 1991 года сельсовет в восстановленной Крымской АССР, 26 февраля 1992 года переименованной в Автономную Республику Крым. По Всеукраинской переписи 2001 года население совета составило 1437 человек. С 21 марта 2014 года в составе Крыма аннексирован Россией. Законом «Об установлении границ муниципальных образований и статусе муниципальных образований в Республике Крым» от 4 июня 2014 года территория административной единицы была объявлена муниципальным образованием со статусом сельского поселения.